# Le Creuset

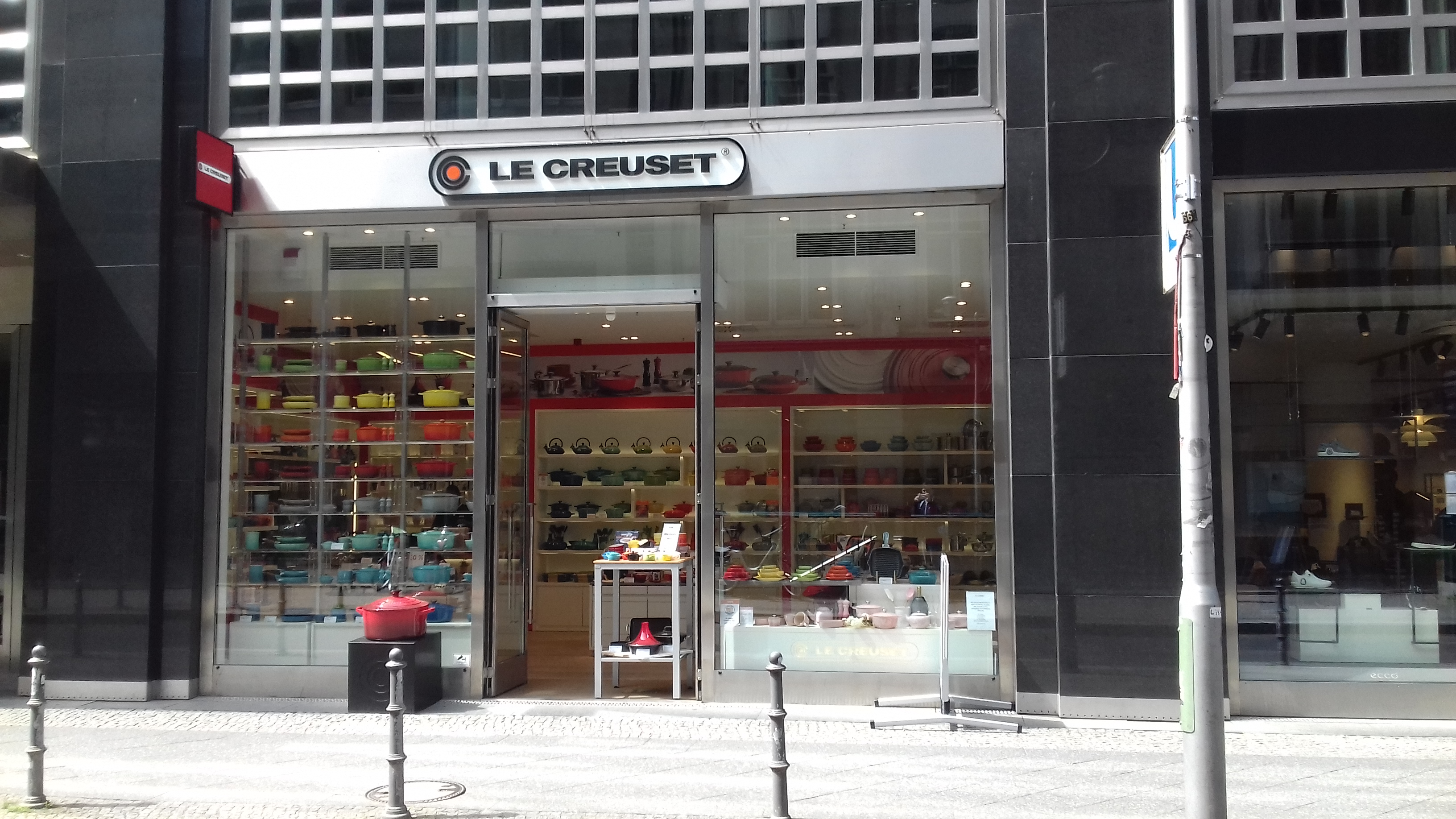
Filiale in der Friedrichstraße in Berlin

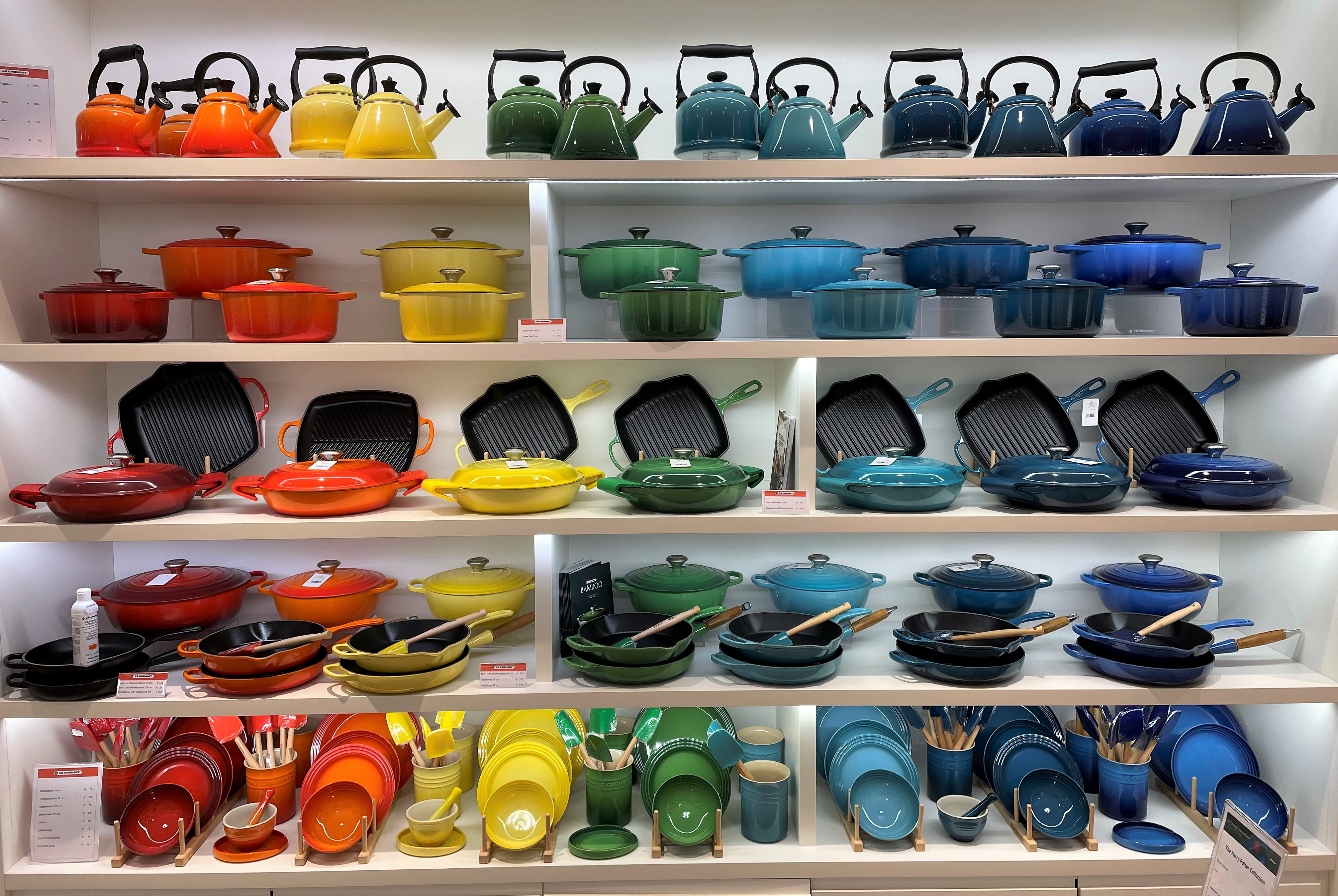
Geschäft von Le Creuset in Düsseldorf

Le Creuset SAS ist ein französischer Hersteller von Kochgerätschaften und nach eigenen Angaben Marktführer bei gusseisernen Kochgeschirren. Das Unternehmen wird in der Form einer SAS geführt und hat seinen Sitz in Fresnoy-le-Grand in Nordfrankreich. Die deutsche Tochtergesellschaft, die Le Creuset GmbH, hat ihren Sitz in Kirchheim unter Teck in Baden-Württemberg. Die Fertigung des gusseisernen Kochgeschirrs findet am Hauptsitz in Frankreich statt, aber auch in anderen Teilen der Welt.

## Unternehmen
Die Gründung erfolgte 1925. Das Unternehmen ist heute Weltmarktführer für Kochgeschirr aus emailliertem Gusseisen.
Seit 1988 ist die Le Creuset-Gruppe inhabergeführt und gehört Paul van Zuydam. Mit weltweit über 45 eigenen Vertriebsgesellschaften hat die Gruppe nach eigenen Angaben einen Exportanteil von 90 Prozent.
Am Standort in Deutschland arbeiten 104 Mitarbeiter (Stand März 2017) für Le Creuset.
Die wichtigsten Kunden sind der Haushaltswarenfachhandel und der Warenhausbereich. Zusätzlich betreibt Le Creuset in Deutschland derzeit sieben Markenshops und sechs Outlets.

## Geschichte
- 1925: Gründung durch zwei belgische Industrielle, Armand Desaegher und Octave Aubecq, in Fresnoy-le-Grand in Frankreich – Geburtsstunde des Le-Creuset-Bräters
- 1952: Es erfolgten die ersten Exporte in andere europäische Länder.
- 1957: Le Creuset übernahm einen der größten Wettbewerber, und zwar Les Hauts Fourneaux de Cousances, der seit 1554 existierte.
- 1970: Es erfolgte die Übernahme eines weiteren Mitbewerbers (Godin).
- 1988: Paul van Zuydam kaufte Le Creuset und wurde alleiniger Eigentümer.
- 1992: Le Creuset erwarb die Marke Screwpull (Korkenzieher).
- 1994: Die Le Creuset GmbH in Deutschland wurde gegründet.

Ab 1995 wurden viele Niederlassungen auf der ganzen Welt gegründet: in Hong-Kong (1998), der Schweiz, in Südafrika, Brasilien und Spanien (1999), Skandinavien (2003), Italien und Kanada (2004) und ebenso ein Beschaffungsbüro in China (2004). Ab 2010 wurden Niederlassungen in der Tschechischen Republik (2010) und in Österreich (2011) gegründet.

## Produktpalette
- Töpfe
- Pfannen
- Bräter
- Woks

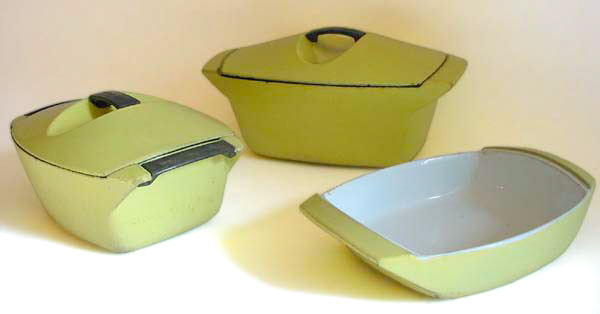
Cocotte coquelle, Raymond Loewy

aus Gusseisen, Alu-Antihaft bzw. Mehrschichtmaterial

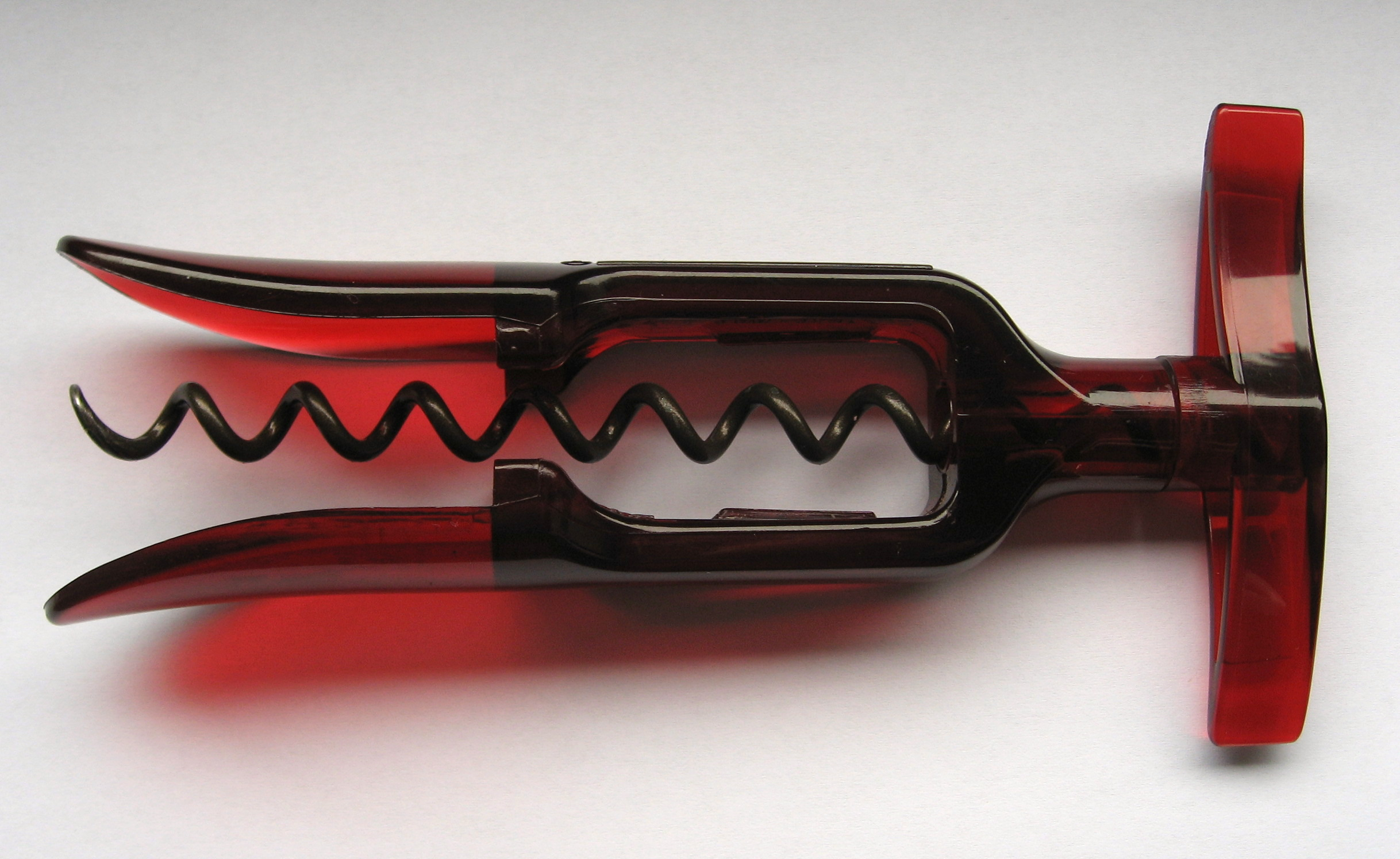
Spiralkorkenzieher

Weitere Produkte:
- Küchenhelfer

- Wasserkessel
- Steinzeug
- Silikon-Accessoires
- Weinaccessoires
- Küchen-Textilien